# Félix Gouin
Félix Gouin (Peypin, 4 de octubre de 1884-Niza, 25 de octubre de 1977) fue un político y abogado francés, militante de la Sección Francesa de la Internacional Obrera (SFIO).

## Biografía
Nacido el 4 de octubre de 1884 en Peypin, era hijo de maestros de escuela. Estudió Derecho en Aix-en-Provence.
Fue uno de los 80 de parlamentarios que rechazaron entregarle plenos poderes al mariscal Henri Philippe Pétain el 10 de julio de 1940. Tras huir a España, permaneció preso durante tres meses en el campo de concentración de Miranda de Ebro, aunque fue liberado y marchó al Reino Unido, donde se unió a las fuerzas de la Francia Libre. Sucedió a Charles de Gaulle como Jefe del Gobierno provisional de Francia en 1946. 
El mandato de Gouin se destacó por promulgar las primeras leyes de jubilación y compensación a los trabajadores en Francia. Además, se restablecieron tanto la ley de trabajo de 40 horas semanales como el pago por horas extra, mientras que los comites d'entreprise (comités de empresa) se expandieron en las empresas a 50 trabajadores. En abril de 1946, el Parlamento francés aprobó un estatuto que abolió el estatus legal colonial de las cuatro colonias más antiguas de Francia: Reunión, Guyana, Martinica y Guadalupe. En el mandato de Gouin hubo una extensión significativa del papel del estado en el funcionamiento de la economía francesa, con la electricidad, el gas, el carbón y los nueve principales grupos de seguros nacionalizados. 
Falleció en Niza el 25 de octubre de 1977.